# 弗朗索瓦·雅克 (政客)
弗朗索瓦·雅克（法語：François Jacques，1920年3月27日—）是加拿大政治家，他在2018年省級選舉中當選魁北克國民議會議員。他代表魁北克未來聯盟代表梅干提克選舉區。